# Shota Arveladze
Shota Arveladze (in georgiano შოთა არველაძე?; Tbilisi, 22 febbraio 1973) è un allenatore di calcio ed ex calciatore georgiano, di ruolo attaccante.

## Biografia
Ha un fratello gemello, Archil, anche lui ex calciatore.

## Carriera

### Calciatore
Nella sua carriera ha giocato con Dinamo Tbilisi, Trabzonspor, Rangers, Ajax e AZ Alkmaar e Levante. Nella sua carriera è stato capocannoniere del campionato georgiano, di quello turco e di quello olandese. In Scozia, invece, con la maglia dei Rangers ha messo a segno il gol numero 300 del campionato scozzese. Ad agosto 2007 ha dato l'addio alla Nazionale georgiana, nella quale aveva giocato per dieci anni, totalizzando in carriera sessanta presenze e ventisei gol. Attualmente detiene il record di miglior realizzatore della sua nazionale.
Si è ritirato definitivamente dal calcio giocato il 3 giugno 2008.

### Allenatore
Dal 1º luglio Arveladze ha assistito come vice allenatore Louis van Gaal e Dick Advocaat nell'AZ Alkmaar. Il 2 maggio 2010 diventa l'allenatore della formazione turca del Kayserispor. Viene esonerato il 1º ottobre 2012. Il 7 ottobre 2012 passa ad allenare un'altra squadra turca, il Kasımpaşa.

## Palmarès

### Giocatore

#### Club
- Campionato georgiano: 4

Iberia/Dinamo Tbilisi: 1991, 1991-1992, 1992-1993, 1994-1995
- Coppa di Georgia: 3

Dinamo Tbilisi: 1991-1992, 1992-1993, 1994-1995
- Coppa di Turchia: 1

Trabzonspor: 1994-1995
- Supercoppa di Turchia: 1

Trazbonspor: 1995
- Campionato olandese: 1

Ajax: 1997-1998
- Coppa dei Paesi Bassi: 2

Ajax: 1997-1998, 1998-1999
- Coppa di Lega scozzese: 3

Rangers: 2001-2002, 2002-2003, 2004-2005
- Coppa di Scozia: 2

Rangers: 2001-2002, 2002-2003
- Campionato scozzese: 2

Rangers: 2002-2003, 2004-2005

#### Individuale
- Capocannoniere della Coppa dei Campioni della CSI: 1

1993 (5 reti)
- Capocannoniere della Coppa UEFA: 1

1997-1998 (7 gol)
- Calciatore georgiano dell'anno (Sarbieli): 3

1994, 1998, 2007
- Calciatore georgiano dell'anno (PFL): 2

2006, 2007

### Allenatore
- Campionato uzbeko: 2

Paxtakor: 2019, 2020
- Coppa dell'Uzbekistan: 2

Paxtakor: 2019, 2020